# Alexander von Erskein
Alexander von Erskein (före adlandet Erskine, även Erskein eller Esken), född 31 oktober 1598 i Greifswald, död 24 juli 1656 i Zamość, var en svensk friherre, ämbetsman och diplomat, bosatt i Pommern.
Erskein tillhörde en  med hans fader Walter (1569–1643) till Pommern överflyttad gren av den skotska släkten Erskine. Efter att en tid ha varit i danska änkedrottningen Sofias tjänst anställdes han 1630 som svensk agent och assistensråd i Stralsund. Han blev krigsråd vid svenska huvudarmén i Tyskland 1634. 1637 uppdrogs åt honom att deltaga i ordnandet av Pommerns styrelse, men 1642 återgick han som krigsråd till armén.
Åren 1646-1647 var han minister vid fredskongressen i Osnabrück och Münster, där han uppträdde som arméns representant och mellanhand mellan generalerna och de svenska kommissarierna för ordna frågan om beloppet av den "satisfaktion", som skulle lämnas till svenska armén. 
I maj 1648 utnämndes han till krigspresident vid svenska armén. Erskein fick 1649 uppdrag att tillsammans med generalissimus Karl Gustav leda "exekutionsverket", det vill säga Tysklands evakuering och truppernas avdankning efter fredsslutet. Han deltog 1650 i exekutionsverket i Nürnberg. Han blev 1651 medlem av den kommission, som ordnade förhållandena i de nyvunna svenska provinserna Bremen och Verden och utarbetade en regeringsform för dem, och 1653 blev han president i Bremen-Verden. 
Han kallades ännu en gång till krigspresident 1655, med rang närmast generalen, och deltog i polska fälttåget, Karl X Gustavs polska krig. Han blev vid Warszawas kapitulation på sommaren 1656 mot tro och loven tillfångatagen och sänd till Zamość, där han efter några veckor avled. Begravningen skedde i domkyrkan i Bremen.
Erskine hade 1652 adlats och blev svensk friherre 1655 men tog aldrig introduktion. Han var från 1644 medlem av Palmorden. Erskein samlade en stor bok- och arkivsamling under krigen i Tyskland, Polen och Böhmen, i flera fall plundringar av bibliotek och arkiv i Erfurt och Prag. Han var en ovanligt framstående förmåga på det administrativa och finansiella området.
Erskein var gift två gånger, först med Euphrosyne Sibrand (1608–1647) och efter hennes död med Lucia Christina von Wartensleben (1626–1675).